# Синайски леопард
Синайски леопард (Panthera pardus jarvisi) е хищен бозайник, член на семейство Коткови, смятан за подвид на леопарда. Оригиналното му местообитание е в района на Синайския полуостров и планинските райони около Ейлат. Последните генетични изследвания сочат, че това не е отделен подвид, а вариация на персийския леопард.. Той е по-малък по размери от африканския леопард. В менюто му влизат различни видове птици, гризачи и дамани. Често се храни и с ибекси и домашен добитък.
През май 2007 г. израелец живеещ в пустинята Негев хваща синайски леопард в спалнята си, докато дава храна на котката си. Това е доказателство, че синайския леопард все още не е изчезнал в дивата природа.